# Kevanacris squamiptera
Kevanacris squamiptera är en insektsart som först beskrevs av Kevan, D.K.M. 1951.  Kevanacris squamiptera ingår i släktet Kevanacris och familjen gräshoppor. Inga underarter finns listade i Catalogue of Life.